# Eugenia haberi
Eugenia haberi är en myrtenväxtart som beskrevs av Barrie. Eugenia haberi ingår i släktet Eugenia och familjen myrtenväxter.
Artens utbredningsområde är Costa Rica. Inga underarter finns listade i Catalogue of Life.